# Friðrik Friðriksson
Friðrik Þór Friðriksson (ur. 6 października 1964) – islandzki piłkarz występujący na pozycji bramkarza. Mąż alpejki Nanny Leifsdóttir oraz ojciec piłkarki Fanndís Friðriksdóttir.

## Kariera klubowa
Friðrik karierę rozpoczynał w 1982 w zespole Fram. W 1984 odszedł do Breiðablik UBK, ale w 1985 roku wrócił do Framu. W tym samym roku zdobył z nim Puchar Islandii oraz Superpuchar Islandii, w 1986 mistrzostwo Islandii oraz ponownie Superpuchar Islandii, a w 1987 po raz drugi Puchar Islandii.
W 1988 przeszedł do duńskiego trzecioligowca Boldklubben 1909. W tym samym roku awansował z nim do drugiej ligi. W 1990 odszedł do drużyny Þór Akureyri. Potem grał jeszcze w Vestmannaeyja, z którym zdobył dwa mistrzostwa Islandii (1997, 1998) oraz Puchar Islandii (1998). W 1998 zakończył karierę.

## Kariera reprezentacyjna
W reprezentacji Islandii Friðrik zadebiutował 2 sierpnia 1982 w wygranym 4:0 towarzyskim meczu z Wyspami Owczymi. W latach 1982–1995 w drużynie narodowej rozegrał 26 spotkań.